# Cantó de L'Aigle-Oest
El cantó de L'Aigle-Oest és un cantó francès del departament de l'Orne, situat al districte de Mortagne-au-Perche. Té sis municipis i el cap es L'Aigle.

## Municipis
- L'Aigle (part)
- Aube
- Beaufai
- Écorcei
- Rai
- Saint-Symphorien-des-Bruyères

## Història
| Data d'elecció                           | Identitat          | Partit                       | Qualitat |
| ---------------------------------------- | ------------------ | ---------------------------- | -------- |
| 1982-1988                                | Maurice Brard      | Divers droite                |          |
| 1988-2011                                | Jean-Pierre Yvon   | RPR, després UMP, després PR |          |
| 2011-                                    | Véronique Louwagie | UMP                          |          |
| les dades anteriors no són pas conegudes |                    |                              |          |
|                                          |                    |                              |          |